# Домбровський Іван
Іван Домбровський (перша половина XVII століття, точний рік народження і смерті невідомі) — поет українсько-польського літературного порубіжжя, гуманіст.

## Біографія
Біографічних відомостей про Івана Домбровського збереглося надзвичайно мало. Судячи із загальної назви однієї з праць, він мав звання доктора та аудитора філософії. Основні праці написані між 1618 та 1637 роками. Домбровський обстоював ідею рівності всіх народів, що живуть на українських землях — поляків і русинів, вірмен і євреїв. Пишався русинським походженням, свій родовід простежував до часів Київської Русі.

## Поема «Дніпрові камени»
Автор латиномовної поеми «Дніпрові камени» (лат. Camoenae Boristhenides, надрукована невеликою брошурою близько 1620 року), у якій з позицій надконфесійного патріотизму осмислюється історичне минуле України, а також сучасні йому етносоціальні й етнокультурні реалії. «Дніпрові камени» — одна з найвизначніших пам'яток, присвячених осмисленню української історії, в якій явно проступають гуманістичні риси. Автор у хронологічному порядку докладно переповідає історію України-Руси від 430 до 1618-го року. У творі знайшла втілення ідея історичної тяглості (насамперед династично-родової) давньоруської минувшини, її присутності в бутті сучасного руського (українського) народу. Домбровський своєю поемою намагався відкрити Україну для Західної Європи, заявити про свій народ, ідентифікуючи його з відомою там Київською Руссю:
|  | Знайте всі й інші: народ, що зберіг цей престол [Київський] аж донині, Диким не можна вважати, хоч дехто із можних чужинців, Будучи навіть отут, у столичному славному місті, Часом паплюжив цей люд... Переклав Володимир Литвинов |

За Домбровським, здобута в давні часи слава збереглася в пам'яті нащадків-«сарматів» (див. Сарматизм) і стала частиною їхньої моральної свідомості. Алегоричним вираженням цієї слави виступають у творі непідвладна часові велич Дніпра, природа рідної землі, а також давній Київ. Домбровський наголошував, що звитяжність предків продовжилися у військовій доблесті запорозьких козаків, яких, так само як і давньоруських князів, а також окремих українських князів литовської доби, поет зображував героями, чиї подвиги спроможні дати моральний урок і духовне натхнення для сучасників. Героїзація козацтва при цьому підпорядковувалася авторським пошукам автентичної культурно-історичної ідентичності українського народу.
Людина в поемі розглядається як активний суб'єкт історії, здатний до свідомого вибору.
Поема Домбровського є водночас дослідженням на історичну тему, що супроводжується докладними примітками, коментарями і посиланнями на джерела. Чужі думки в тексті виділяються як цитати. Такий підхід є типовим для ренесансних гуманістів.

## Твори
- Camoenae Boristhenides… (Дніпрові камени) — 1620.  Формат  - 4°. 16   арк.
- Дніпрові камени. В кн.: Українська поезія XVII століття (перша половина). Антологія. К., 1988. Онлайн [Архівовано 12 листопада 2012 у Wayback Machine.]
- Паранталії на честь покійного Георгія Радошевського Бонші з роду Семиковських, Велунської та Остжешківської земель підкоморія" (1618);
- Філософські розвідки в Познанській академії, розпочаті і під верховенством найславнішого і поважного пана, пана Івана Мадалевського, отця в бозі абата Ланденського, секретаря пана і патрона Лубранськіанської колегії і найзначнішого, з філософським дбанням, при сприянні найвеличнішого пана Христофора Вільковського, магістра мистецтв і доктора філософії, і так само на публічний огляд виставленої професором, захисником аудитором філософії Іваном Домбровським, Року Божого 1637, місяця червня, 24 (дня). Познань. В друкарні Альберта Регула року Божого 1637".

## Джерело
- Стаття П. М. Саса в електронній Енциклопедії історії України [Архівовано 26 березня 2013 у Wayback Machine.]